# Noyade interdite
Pour plus de détails, voir Fiche technique et Distribution.
Noyade interdite est un film français réalisé par Pierre Granier-Deferre, sorti en 1987.

## Synopsis
L'inspecteur principal Molinat revient au pays, dans une station balnéaire du littoral atlantique qu'il a quittée dix ans plus tôt, après avoir fermé les yeux sur une escroquerie immobilière impliquant sa maîtresse de l'époque. Il est chargé d'enquêter sur la mort mystérieuse d'un homme dont le cadavre a été rejeté par la mer, suivi très vite par un deuxième puis d'autres. L'affaire se complique pour Molinat avec l'arrivée de l'inspecteur Leroyer. Les relations entre les deux hommes sont exécrables et Molinat comprend très vite que Leroyer mène une double enquête : sur la série de meurtres, mais aussi sur les ombres de son propre passé.

## Fiche technique
- Titre : Noyade interdite
- Réalisateur : Pierre Granier-Deferre, assisté de Dominique Brunner
- Directeur de la photographie : Charles Van Damme
- Montage : Jean Ravel
- Scénario : Pierre Granier-Deferre, Dominique Roulet
- D'après le roman de Andrew Coburn : Widow's Walk
- Musique : Philippe Sarde, Dominique Zardi
- Costumes : Olga Berluti
- Format : Panavision couleurs
- Durée : 102 minutes
- Genre : policier
- Date de sortie : 2 décembre 1987

## Distribution
- Philippe Noiret : l'inspecteur Paul Molinat
- Élizabeth Bourgine : Élizabeth
- Gabrielle Lazure : Jeanne
- Marie Trintignant : Isabelle
- Guy Marchand : l'inspecteur Leroyer
- Anne Roussel : Marie
- Suzanne Flon : Hazelle
- Andréa Ferréol : Cora
- Catherine Hiegel : la doctoresse Chauveau
- Philippe Polet : Bud
- Stefania Sandrelli (VF : Martine Sarcey) : Winny
- François Dyrek : le commissaire Bénard
- Dominique Zardi : le marchand de beignets
- Laura Betti (VF : Hélène Vallier) : Keli
- Raoul Billerey : le maire
- Alessandro Fontana : l'adjoint au maire
- Toni Cecchinato : Bruno
- Isabelle Mantero : Laura
- Marcel Bozonnet : Bruno Lymann
- Christian Abart

## Production
Le film a été tourné à Saint-Palais-sur-Mer et Vaux-sur-Mer, communes voisines de Royan. Les cadavres des noyés apparaissent dans la conche de Saint-Palais.
On voit aussi le Marché central de Royan.

## Distinctions

### Nomination
- César du meilleur acteur dans un second rôle : Guy Marchand.

## Note de référence
1. ↑  Source locale.